# 사미천
황해북도 장풍군 자라봉에서 발원하여 연천군 백학면 두현리에서 임진강에 합류하는 하천이다.

## 같이 보기
- 사미천 전투